# حوزه انتخابیه اول ایندیانا
حوزه انتخابیه اول ایندیانا یک حوزه انتخابیه مجلس نمایندگان آمریکا است که در ایالت ایندیانا قرار دارد.